# エリック・アルムレーブ
エリック・アルムレーブ (Erik Almlöf、1891年12月20日-1971年1月18日)は、スウェーデンの男子陸上競技選手。ストックホルム出身。三段跳の選手として、1912年ストックホルムオリンピックと1920年アントワープオリンピックに出場。地元ストックホルム大会では14.17mの記録で、同じスウェーデンのグスタフ・リンドブロム(Gustaf Lindblom)、イェーオリ・オーベリ(Georg Aberg)に次いで銅メダルを獲得。スウェーデン勢でメダルを独占した。
1916年は第一次世界大戦のためオリンピックは開催されなかったが、アルムレーブは1920年アントワープオリンピックに出場を果たし、14.27mの記録で、フィンランドのビルホ・ツーロス(Vilho Tuulos)、スウェーデンのフォルケ・ヤンソン(Folke Jansson)に次いで、この大会でも銅メダルを獲得した。